# توني براكستون
توني ميشيل براكستون (بالإنجليزية: Toni Braxton)‏ (مواليد 7 أكتوبر 1967). مغنية وممثلة ومؤلفة أغاني ريذم أند بلوز أمريكية. براكستون حازت على 6 جوائز غرامي إضافة إلى أن ألبوماتها قد بيع منها مايزيد عن 40 مليون اسطوانة حول العالم.
أغنيتها الفردية التي حازت على المرتبة الأولى في وقت صدورها Un break My Heart هي ثاني أكثر الأغنيات الفردية مبيعا في تاريخ بيلبورد. لبراكستون صوت رنان مميز أو كونترالتو.
كما تصدرت قمة ترتيب «بيلبورد 200» لأكثر الألبومات الصادرة في الولايات المتحدة مبيعا، وذلك بألبومها الذي حمل اسمها في 1993 وظلت على ذات المنوال في الألبوم اللاحق Secrets والذي حطمت أغنية Un break My Heart به قمم ترتيب الأغاني. بعد اشهارها للإفلاس، عادت مرة أخرى بألبومها الثالث ويحمل عنوان the heat. أحدث ألبوماتها هي more than a woman.
شاركت براكستون في الموسم السابع من البرنامج الترفيهي الأمريكي الرقص مع النجوم dancing with the stars. وكان شريكها الراقص المحترف إليك ماتزو. ولقد استبعدت من البرنامج في 21 أكتوبر 2008 في الأسبوع الخامس من المنافسة، كما تصدرت مشاركتها العناوين الفنية في البلاد.

## السيرة الذاتية
والد طوني كان أحد رجال الدين، وحيث تربت وأطفال أسرتها تربية «دينية صارمة». أولى تجارب أداء الغناء لبراكستون كانت لمجموعة غنائية في كنيسة.
التحقت براكستون بجامعة بوي الحكومية Bowie State University للحصول على شهادة التدريس، لكنها قررت احتراف الغناء حيث اكتشفها أحد العاملين في مجال الفن عندما استمع إليها وهي تغنى لنفسها في محطة للوقود.
براكستون وشقيقاتها الأربع تراسي ترينا تمار وتواندا بدأن الأداء في فرقة براكستونز في أواخر الثمانينيات حيث وقعت الفرقة عقدا مع أرتيستا ريكوردز في 1989.
أولى أغنياتهم المنفردة كانت Good Life في 1990. رغم أن الأغنية لم تحقق نجاحا، إلا أنها لفتت انتباه الموسيقي أنتونيو إل. آ. رييد إضافة للمغني كينيث إدموند «بيبي فيس».
طلب ريد وبيبي فيس من توني أداء أغنية Love Shoulda Brought You Home التي كانا قد كتباها للمطربة أنيتا بيكر لتكون أغنية فيلم بوميرانج من بطولة إيدي ميرفي العام 1992. بيكر التي كانت حاملا تلك الفترة لم تقم بتسجيل الأغنية لكنها اقترحت توني بركستون لأدائها.
لاحقا وقعت توني عقدا مع ريد وبيبي فيس من خلال شركة «لافيشي ريكوردز» "LaFace Records" لتبدأ مسيرتها المنفصلة في تسجيل الألبومات.